# Ladbrokes
Ladbrokes es una empresa británica dedicada a los juegos de azar y a las apuestas deportivas tanto en el sector off-line como en el on-line. 
Sus oficinas centrales están situadas en Rayners Lane, Harrow, Londres, cotiza en la Bolsa de Londres y es miembro del índice FTSE 250.

## Historia
La compañía fue fundada por Schwind y Pendleton en 1886 y doptó definitivamente el nombre de Ladbrokes en 1902 cuando Arthur Bendir se unió a ella y sus operaciones se trasladaron a Londres.
Las primeras oficinas de Ladbrokes en Londres estaban situadas en el Strand, trasladándose más tarde a Hanover Square. Durante este tiempo y hasta la adquisición de la empresa por Mark Stein y su sobrino, Cyril Stein en 1956, la clientela de Ladbrokes estaba basada exclusivamente en la aristocracia británica y las clases altas londinenses.
Por aquel entonces, la compañía no atravesaba un buen momento, ya que tras la Segunda Guerra Mundial comenzó una decadencia propiciada por la situación económica y social de la época.
Esto cambió a partir de 1961, cuando el gobierno británico aprobó la Ley de Apuestas. Al abrigo de esta nueva legislación, Stein comenzó a establecer una cadena de tiendas de apuestas y, de hecho, la empresa fue pionera en introducir las cuotas fijas en fútbol.
En 1966, Cyril Stein fue nombrado presidente de Ladbrokes y al año siguiente lanzó la compañía en la Bolsa de Valores de Londres con una valoración inicial de un millón de libras.
En 1993, a la edad de 65 años, Cyril Stein se retiró como presidente y en 1999 la compañía adquirió la cadena de hoteles Stakis, rebautizada como Hilton Group plc. En agosto de 1999, Hilton Group decidió desprenderse de sus operaciones de juego fuera de Europa debido a resultados insatisfactorios.
El 29 de diciembre de 2005, la compañía anunció la venta de la explotación de su hotel a Hilton Hotels Corporation.
En junio de 2015, Ladbrokes anunció que estaba en negociaciones con el consejo de administración de Gala Coral Group para una posible fusión. La unión de ambas compañías dio lugar a la mayor casa de apuestas del Reino Unido, con más de 4.000 locales y 30.000 empleados. La fusión se completó el 2 de noviembre de 2016. Para llevarla a cabo, Ladbrokes adquirió Coral Group y posteriormente cambió su nombre a Ladbrokes Coral Group plc.
En diciembre de 2017, GVC Holdings acordó la adquisición de Ladbrokes Coral en una operación valorada en hasta 4.000 millones de libras esterlinas. En marzo de 2018, GVC completó la adquisición, quedando el 53,5 % de la nueva compañía en manos de los accionistas de GVC y el 46,5 % en manos de los de Ladbrokes Coral.

## Operaciones
En la actualidad es la mayor empresa de apuestas en el Reino Unido y la mayor casa de apuestas minorista del mundo.[cita requerida] Ladbrokes posee 2.400 tiendas de apuestas divididas entre el Reino Unido e Irlanda, además de tener sucursales en España y Bélgica.
También opera on-line en varios países, ofreciendo apuestas deportivas, póquer, casino, juegos, bingo y backgammon.

## Ladbrokes en España
Ladbrokes opera en España desde 2003 bajo el nombre de LBapuestas, cuya web ofrece apuestas deportivas, Póquer, Casino y Juegos. LBapuestas es una de las compañías que logrará licencia de juego en España en la primera oleada, por lo que podrá seguir operando una vez que entre en vigor la nueva Ley del Juego en junio de 2012.
Con esta nueva situación, LBapuestas aumentará su presencia en los medios de comunicación, tanto en el sector on-line como en el off-line, reforzando su posición en radio y entrando en televisión.
Con toda la fuerza de Ladbrokes a sus espaldas, LBapuestas ofrece un amplio abanico de posibilidades para sus clientes en Apuestas Deportivas, un universo en el que están recogidos los deportes y eventos más importantes que se disputan a diario en todo el mundo, tanto para apuestas pre partido, como para apuestas en directo.
Por otra parte, LBapuestas también tiene un interesante abanico de opciones para sus clientes en su universo de Casino, donde ofrece varios juegos de Ruleta, Baccarat y BlackJack, ya que la nueva legislación no permite las tragaperras on-line.
Además, el Póquer está presente también en LBapuestas, con una amplia gama de torneos y promociones que se completa con una Escuela de Póquer, un Club del Jugador y un Club vip.
Desde principios del 2014 Ladbrokes dejó de operar en España con la marca LBApuestas y empezó a operar, fruto de la joint venture con Cirsa, con la marca Sportium.